# Suse Weber
Suse Weber (* 1970 in Leipzig) ist eine deutsche Künstlerin.
Von 1995 bis 2000 studierte sie Bildende Kunst an der Hochschule der Künste in Berlin bei Georg Baselitz und Elektroakustische Musik bei Martin Supper. 1998 war Weber zudem zu einem Gaststudium am Royal College in London.
Weber lebt in Brüssel.

## Stipendien
- 1998 erhielt sie eine Förderung der Studienstiftung des Deutschen Volkes.
- 2001 folgte ein Projektstipendium des Berliner Senats.
- 2004–2005 war Weber Stipendiatin der Akademie der Künste (Berlin).
- Im Jahre 2007 erhielt sie das Atelierstipendium der Stadt Mönchengladbach.

## Ausstellungen
| - 1999 Choreoraphy of a riot, Galerie Yoko Ito, Tokyo - 2003 destination, Autocenter Berlin - 2004 Tribüne, Jungfrau und Drachen, Richard F. Brush Gallery, Canton, NY - 2004 Schöne Schwarze Belgierin, The Service, Antwerpen - 2005 Fort Trommel (Symbole mit neuer DNA), Galerie Gebr. Lehmann, Dresden - 2007 Kunstsoldaten, Montgomery, Berlin - 2009 Installation Dönerpuppe im Marta Herford - 2009 LSA, Performance bei Neulicht am See, Hannover | - 2000 genre painting, G7 Berlin - 2001 circle 5, ZKM Karlsruhe - 2004 Jetzt und zehn Jahre davor, Kunst-Werke Berlin e.V., Berlin - 2005 Urbane Realitäten - Focus Istanbul, Martin-Gropius-Bau, Berlin - 2006 CONSTRUCTION, RATIO AND SENSE, Galerist, Istanbul - 2007 Ons Feestje Is Niet Leuk, Galerie Nouvelles Images, Den Haag - 2008 B-Seite, Galerie Gebr. Lehmann, Berlin - 2012 MADE IN GERMANY ZWEI, Hannover |